# Julian Pagaczewski
Julian Pagaczewski (ur. 14 stycznia 1874 w Krakowie, zm. 13 listopada 1940 w Ciężkowicach) – historyk sztuki, profesor Uniwersytetu Jagiellońskiego, członek Polskiej Akademii Umiejętności.

## Życiorys
Był synem Juliana (właściciela browaru) i Michaliny z Zarewiczów, wnukiem Ludwika Zarewicza (badacza polskich kościołów i klasztorów), siostrzeńcem Aleksandra Zarewicza (dermatologa, profesora Uniwersytetu Jagiellońskiego). Uczęszczał do III Gimnazjum im. Króla Jana III Sobieskiego w Krakowie, w latach 1893–1896 studiował historię i historię sztuki na Uniwersytecie Jagiellońskim, słuchając wykładów m.in. Stanisława Smolki i Wincentego Zakrzewskiego. Od 1896 był asystentem w I Katedrze Historii Sztuki Uniwersytetu Jagiellońskiego. W latach 1900–1911 pracował jako kustosz w Muzeum Narodowym w Krakowie, uzupełniając jednocześnie studia na uczelniach zagranicznych (w Berlinie, Paryżu, Rzymie). Obronił w tym czasie także doktorat na Uniwersytecie Jagiellońskim (1908), na podstawie rozprawy Jasełka krakowskie przygotowanej pod kierunkiem Mariana Sokołowskiego; w 1909 uzyskał habilitację po obronie pracy Baltazar Fontana w Krakowie.
W 1911 powrócił do pracy na Uniwersytecie Jagiellońskim, obejmując kierownictwo I Katedry Historii Sztuki. Wykładał historię sztuki średniowiecznej, renesansowej i barokowej w Polsce oraz dzieje polskiego złotnictwa i gobeliniarstwa. W 1917 został profesorem nadzwyczajnym, pięć lat później profesorem zwyczajnym. Po zmianach organizacyjnych w 1921 przeszedł do Katedry Historii Sztuki (zlikwidowano II Katedrę Historii Sztuki, a jej dotychczasowy kierownik Jerzy Mycielski stanął na czele jedynej Katedry Historii Sztuki) jako profesor, został również dyrektorem uniwersyteckiego Muzeum Sztuki i Archeologii; po śmierci Mycielskiego w 1928 objął kierownictwo Katedry. Stał na jej czele do likwidacji Katedry, które nastąpiło w 1934 w wyniku reform w szkolnictwie ministra Janusza Jędrzejewicza; przeszedł wówczas na emeryturę.
Od 1926 był członkiem korespondentem Polskiej Akademii Umiejętności, od 1933 jej członkiem czynnym; współpracował z Akademią już od 1904, początkowo jako sekretarz Komisji Historii Sztuki (1904–1909). W 1928 był zastępcą przewodniczącego, a od 1933 przewodniczącym Komisji Historii Sztuki PAU; kierował także Komitetem Gabinetu Rycin PAU (od 1938) oraz był delegatem Akademii do Rady Muzeum Narodowego w Krakowie. Należał także do innych towarzystw i organizacji naukowych; w 1896 był w gronie założycieli Towarzystwa Miłośników Historii i Zabytków Krakowa (w 1937 nadano mu członkostwo honorowe), od 1902 był członkiem Towarzystwa Opieki nad Polskimi Zabytkami Sztuki i Kultury (1920–1939 wiceprezes), a od 1911 członkiem korespondentem Komisji Centralnej dla Badania i Ochrony Zabytków Sztuki w Wiedniu.
Był żonaty z Adolfiną, córką profesora prawa cywilnego na Uniwersytecie Lwowskim Ernesta Tilla; jego synami byli Janusz (sejsmolog, popularyzator astronomii) i Stanisław (autor książek dla młodzieży).
Zainteresowania naukowe Juliana Pagaczewskiego obejmowały głównie historię sztuki renesansowej i barokowej oraz dzieje rzemiosł artystycznych. W pracy doktorskiej Jasełka krakowskie omówił odkryte przez siebie gotyckie figurki jasełkowe, ofiarowane klasztorowi klarysek przez Elżbietę Łokietkównę; wykazał także, że jasełka oraz szopki bożonarodzeniowe pojawiły się w Polsce w XIV wieku za sprawą włoskich franciszkanów. Badał rzeźby w kościołach krakowskich (m.in. średniowieczną statuetkę z kości słoniowej w kościele Reformatów oraz rzeźbę głowy Jana Chrzciciela na misie w kościele Bernardynów). Obszerne prace poświęcił rzeźbiarzom Baltazarowi Fontanie (Włochowi działającemu w Polsce) i Janowi Michałowiczowi z Urzędowa. Wskazywał na odrębność gobeliniarstwa polskiego od zachodnioeuropejskiego, podkreślając jego związki z krakowskim hafciarstwem barokowym.
Wraz z Feliksem Koperą rozszerzył działalność Muzeum Narodowego w Krakowie o sztukę XVII i XVIII wieku. Współpracował z periodykami „Prace Komisji Historii Sztuki” i „Źródła do Historii Sztuki i Cywilizacji w Polsce”. Miał opinię wybitnego wykładowcy; jako nową formę ćwiczeń uczelnianych wprowadził zamiejscowe wycieczki poznawcze. Wykształcił wielu czołowych polskich historyków sztuki, do jego uczniów należeli m.in. Zofia Ameisenowa, Adam Bochnak, Tadeusz Dobrowolski, Józef Dutkiewicz, Karol Estreicher, Stanisław Gąsiorowski, Tadeusz Przypkowski, Stanisława Sawicka, Jerzy Szablowski. Był zaprzyjaźniony z wieloma intelektualistami krakowskimi – Leonardem Lepszym, Józefem Muczkowskim, Karolem Potkańskim, Stanisławem Tomkowiczem, Tadeuszem Wojciechowskim, Stanisławem Wyspiańskim.

## Dzieła
Ogłosił szereg publikacji naukowych, m.in.:
- Jasełka krakowskie, Rocznik Krakowski, tom V, s. 94 i nast. Kraków 1902.
- Skarbiec klasztoru pp. klarysek w Krakowie (1904)
- Ze studyów nad polskiem gobelinnictwem (1918)
- Zabytki przemysłu artystycznego w kościele parafjalnym w Luborzycy (1925, z Adamem Bochnakiem)
- Gobeliny francuskie z historją Aleksandra Wielkiego, znajdujące się w Polsce (1926)
- Ze studjów nad ikonografją św. Stanisława Kostki (1927)
- Madonna Wieluńska (1928)
- Gobeliny polskie, Kraków 1929.
- Dary złotnicze Kazimierza Wielkiego dla kościołów polskich (1933, z Adamem Bochnakiem)
- Czy Jan Mario Padovano był w Rzymie? (1937, z Karolem Estreicherem)
- Jan Michałowicz z Urzędowa (1937)
- Geneza i charakterystyka sztuki Baltazara Fontany (1938)
- Polskie rzemiosło artystyczne wieków średnich (1959, z Adamem Bochnakiem)